# Oleksandr Rezanov
Oleksandr Gennadiyevich Rezanov (em russo: Олександр Геннадиевич Резанов: Alexandrovsk-Sakhalinsk, 14 de outubro de 1948 – 5 de setembro de 2024) foi um handebolista soviético, campeão olímpico.
Oleksandr Rezanov fez parte do elenco campeão olímpico de handebol nas Olimpíadas de Montreal de 1976.

## Morte
Rezanov morreu no dia 5 de outubro de 2024, aos 75 anos.